# Anelaphus jansoni
Anelaphus jansoni là một loài bọ cánh cứng trong họ Cerambycidae.